# Beastie Boys Anthology: The Sounds of Science
Albums de Beastie Boys
Hello Nasty
(1998) To the 5 Boroughs
(2004)
Singles
1. Alive
Sortie : 23 février 1999

Beastie Boys Anthology: The Sounds of Science est un  album de compilation des Beastie Boys, sorti en 1999.
L'album, qui comprend des greatest hits, des faces B et des morceaux inédits du groupe, s'est classé 6e au Top Internet Albums, 14e au Top R&B/Hip-Hop Albums et 19e Billboard 200.

## Liste des titres
| 1.  | Beastie Boys                                 | Polly Wog Stew (EP)              | 0:56 |
| 2.  | Slow and Low                                 | Licensed to Ill                  | 3:38 |
| 3.  | Shake Your Rump                              | Paul's Boutique                  | 3:19 |
| 4.  | Gratitude                                    | Check Your Head                  | 2:45 |
| 5.  | Skills to Pay the Bills                      | So What'cha Want (Single)        | 3:13 |
| 6.  | Root Down                                    | Ill Communication                | 3:32 |
| 7.  | Believe Me                                   | Aglio e Olio (EP)                | 1:19 |
| 8.  | Sure Shot                                    | Ill Communication                | 3:20 |
| 9.  | Body Movin' (Fatboy Slim Remix)              | Body Movin' (Single)             | 5:31 |
| 10. | Boomin' Granny                               | Jimmy James (Single)             | 2:18 |
| 11. | (You Gotta) Fight for Your Right (To Party!) | Licensed to Ill                  | 3:27 |
| 12. | Country Mike's Theme                         | Country Mike's Greatest Hits     | 0:35 |
| 13. | Pass the Mic                                 | Check Your Head                  | 4:17 |
| 14. | Something's Got to Give                      | Check Your Head                  | 3:28 |
| 15. | Bodhisattva Vow                              | Ill Communication                | 3:12 |
| 16. | Sabrosa                                      | Ill Communication                | 3:31 |
| 17. | Song for the Man                             | Hello Nasty                      | 3:11 |
| 18. | Soba Violence                                | Aglio e Olio (Édition japonaise) | 1:14 |
| 19. | Alive                                        | Inédit                           | 3:48 |
| 20. | Jimmy James (Original Version)               | Jimmy James (Single)             | 3:05 |
| 21. | Three MC's and One DJ (Live Video Version)   | Hello Nasty                      | 2:18 |

| 1.  | The Biz vs. the Nuge          | Check Your Head                      | 0:33 |
| 2.  | Sabotage                      | Ill Communication                    | 2:59 |
| 3.  | Shadrach                      | Paul's Boutique                      | 4:10 |
| 4.  | Brass Monkey                  | Licensed to Ill                      | 2:37 |
| 5.  | Time for Livin'               | Check Your Head                      | 1:48 |
| 6.  | Dub the Mic                   | Pass the Mic (Single)                | 3:01 |
| 7.  | Benny and the Jets            | Inédit                               | 4:06 |
| 8.  | The Negotiation Limerick File | Hello Nasty                          | 2:52 |
| 9.  | I Want Some                   | Aglio e Olio                         | 2:00 |
| 10. | She's on It                   | Bande originale du film Krush Groove | 4:18 |
| 11. | Son of Neckbone               | Sure Shot (Single)                   | 3:19 |
| 12. | Get It Together               | Ill Communication                    | 4:06 |
| 13. | Twenty Questions              | Inédit                               | 2:28 |
| 14. | Remote Control                | Hello Nasty                          | 2:59 |
| 15. | Railroad Blues                | Country Mike's Greatest Hits         | 2:38 |
| 16. | Live Wire                     | Inédit                               | 3:06 |
| 17. | So What'cha Want              | Check Your Head                      | 3:37 |
| 18. | Netty's Girl                  | Pass the Mic                         | 3:00 |
| 19. | Egg Raid on Mojo              | Polly Wog Stew                       | 1:27 |
| 20. | Hey Ladies                    | Paul's Boutique                      | 3:47 |
| 21. | Intergalactic                 | Hello Nasty                          | 3:30 |